# Gunnar Heiberg
Gunnar Heiberg (18. listopadu 1857, Christiania, dnes Oslo – 22. února 1929, tamtéž) byl norský dramatik a esejista, představitel expresionismu, nejvýznamnější nástupce Henrika Ibsena.

## Život
Heiberg pocházel z konzervativní úřednické rodiny, od níž se odpoutal vlivem hnutí inspiorovaného Georgem Brandesem, hlavním teoretikem nástupu modernismu v severských literaturách. Vystudoval Královskou Fredrikovu univerzitu v Christianii, pracoval jako novinář v deníku Dagbladet a po raných básnických a prozaických pokusech se prosadil jako dramatik. Ve svých lyrickopsychologicky pojatých hrách zobrazoval sílu i nedosažitelnost lásky, řešil politické a umělecké otázky, problematiku mezilidských vztahů a satiricky komentoval negativní společenské jevy, především kariérismus a pokrytectví soudobé společnosti. Jeho hry však byly také vysoce provokativní a uvedení některých z nich zpùsobilo největší skandály v historii norského divadla (například násilné vypískání jeho politických her Národní rada a Chci bránit svou zemi). Kromě tvorby divadelních her se věnoval též psaní esejů, které publikoval v novinách a později i knižně.

## Literární dílo

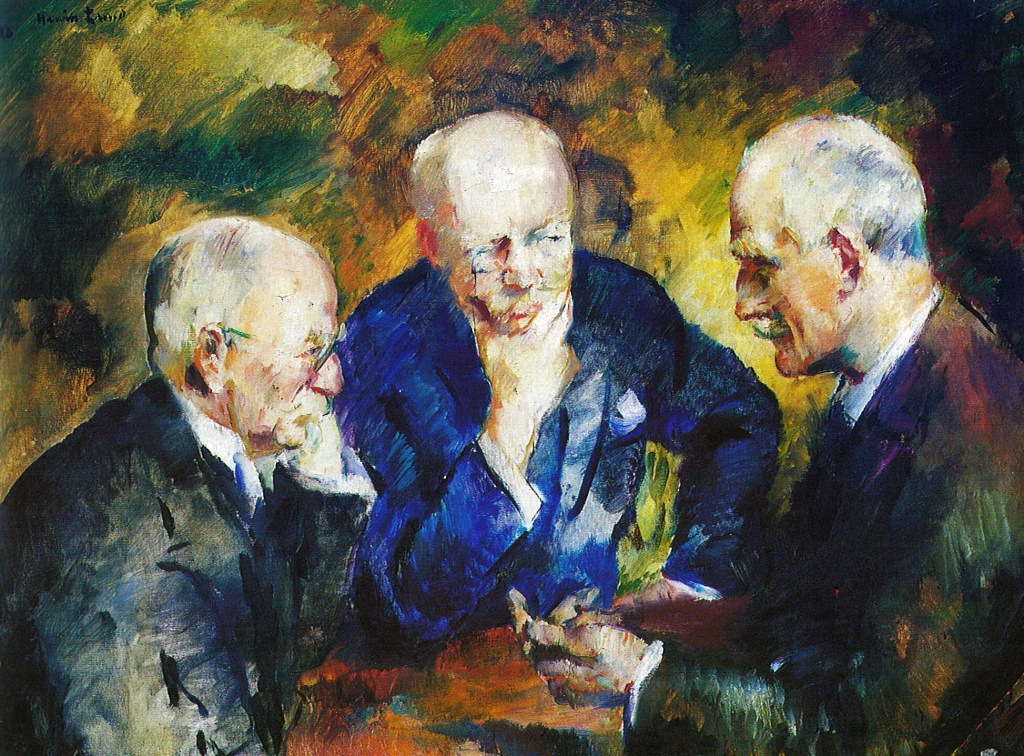
Christian Sinding, Gunnar Heiberg a Knut Hamsun, obraz od norského malíře Henrika Lunda.

### Divadelní hry
- Tante Ulrikke (1883, Teta Ulrikke), první autorova významnější hra,
- Kong Midas (1890, Král Midas), hra znamenala první velký autorův úspěch,
- Kunstnere (1893, Umělci), konverzační komedie o kariérismu umělců,
- Balkonen 1894, Balkón), hra s milostnou tematikou,
- Gerts have (1894, Gertova zahrada), milostná komedie,
- Det store lod (1895, Velká výhra), politická hra o zradě dělnického vůdce napsaná po dlouhém pobytu v Paříži a v Berlíně,
- Folkerådet (1897, Národní rada), fraška o žvanivosti politiků,
- Harald Svans mor (1899, Matka Haralda Svana), satira o prodejnosti novinářů,
- Kærlighed til Næsten (1902, Láska k bližnímu),
- Kjærlighedens tragédie (1904, Tragédie lásky),
- Jeg vil værge mid land (1912, Chci bránit svou zemi), politická hra, vzniklá z hlubokého pocitu zklamání z událostí roku 1905, kdy vzniklo samostatné Norsko, ale jako monarchie.
- Paradesengen (1913, Slavností lože), společenská satira,
- I frihetens bur (1929, V kleci svobody), hra napsaná roku 1910 a uvedená až po smrti autora.

### Eseje
- Pariserbreve (1900, Dopisy z Paříže),
- Set og hørt (1917, Vidět a slyšet),
- Ibsen og Bjørnson paa Scenen (1918, Ibsen a Bjørnson na scéně),
- Franske Visitter (1919, Francouzské návštěvy),
- Norsk Teater (1920, Norské divadlo).

## Filmové adaptace
- Tante Ulrikke (1979), norský televizní film, režie Tore Breda Thoresen[1]

## V češtině
Žádné Heibergovy hry česky knižně nevyšly. Roku 1921 byla ve Stavovském divadle hrána jeho hra Tragédie lásky (překlad Antonín Bernášek, scéna Josef Čapek, režie Jiří Steimar). V knihovně Divadelního ústavu jsou uloženy rukopisy dvou překladů Heibergovy hry Balkón, jeden je od Viktora Šumana a druhý od Jiřího Ščerbinského.